# Castiliaans Scheidingsgebergte

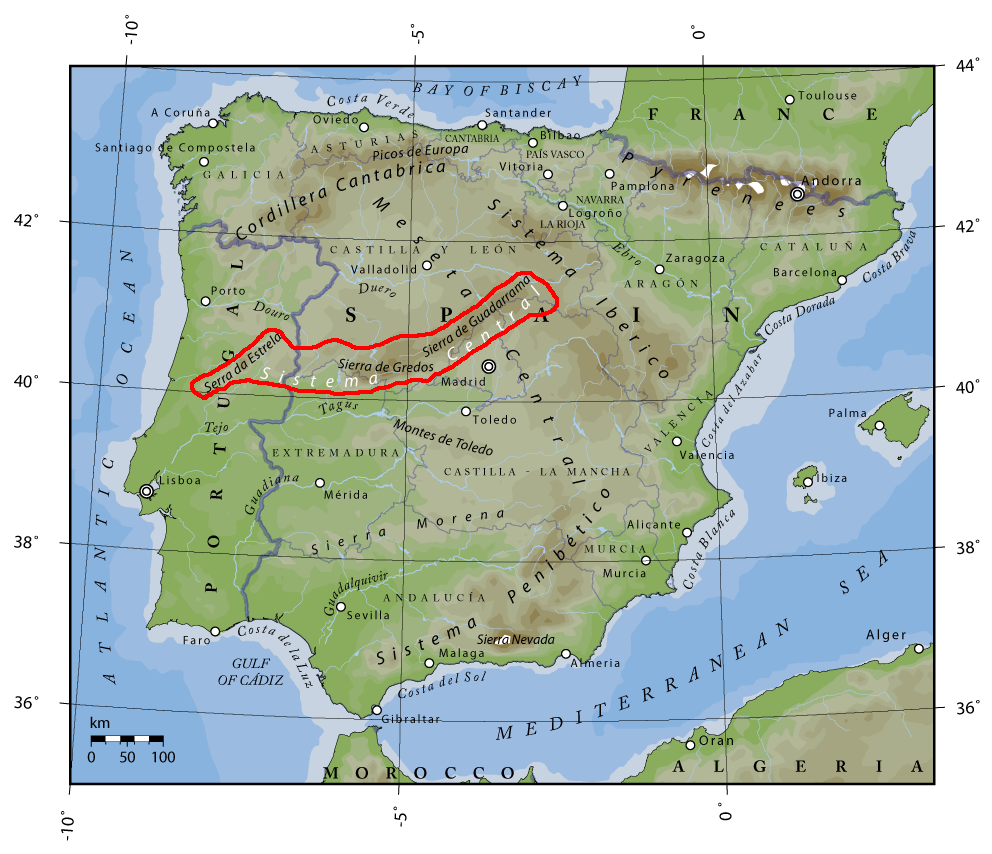
Topografische kaart van het Iberisch Schiereiland, met het Castiliaans Scheidingsgebergte aangeven als Sistema Central in het wit

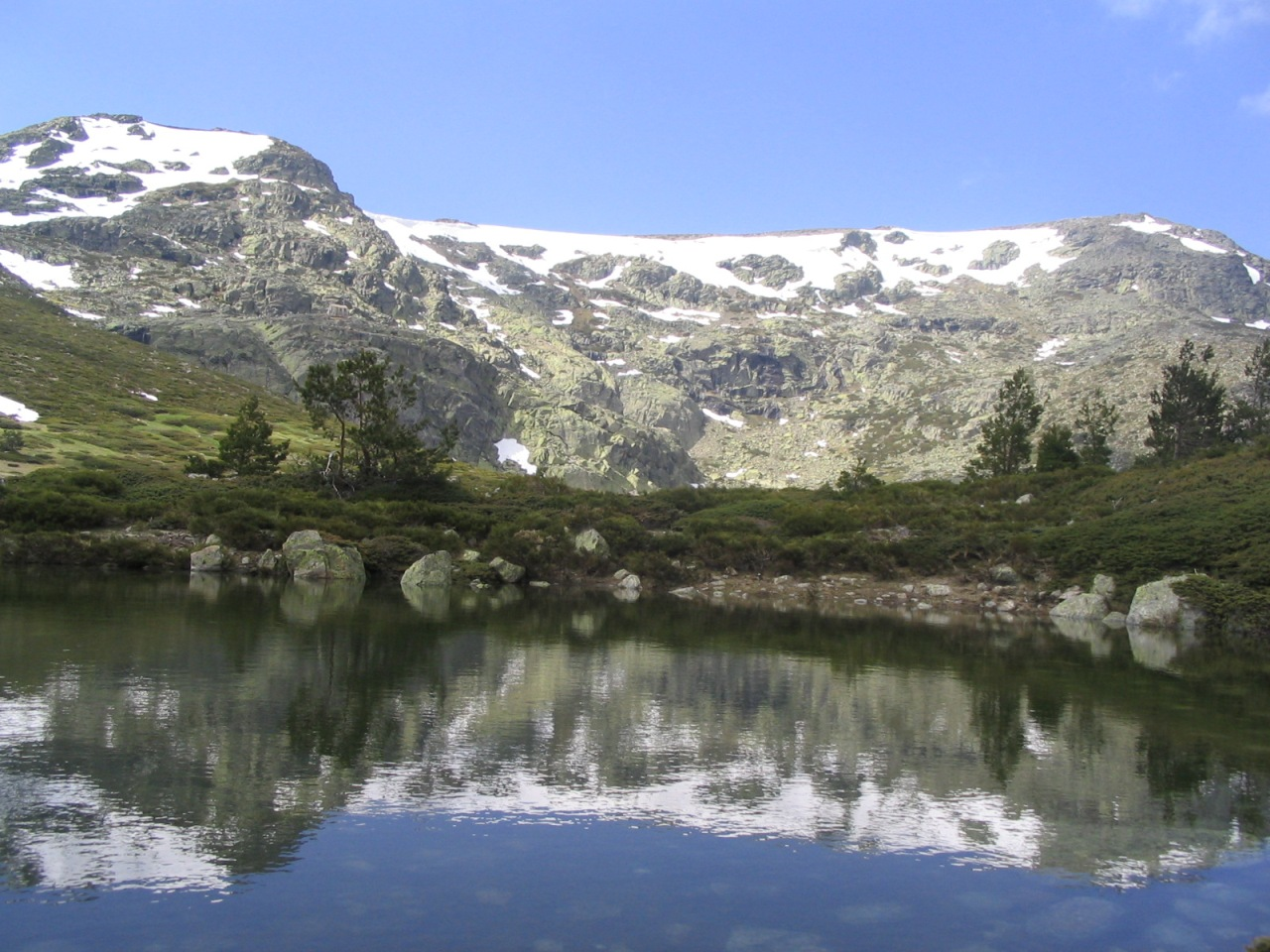
Uitzicht op de Peñalara in de Sierra de Guadarrama

Het Castiliaans Scheidingsgebergte (Spaans en Portugees: Sistema Central) is een bergketen op het Iberisch Schiereiland en splitst de Spaanse Hoogvlakte in tweeën. Het Castiliaans Scheidingsgebergte loopt ruwweg van oost naar west over zo'n 600 km, vanaf het Iberisch Randgebergte, langs de zuidelijke grens van de Spaanse autonome regio Castilië en León, tot in Portugal. Ten zuiden van de bergketen bevindt zich het stroomgebied van de rivier de Taag en ten noorden die van de rivier de Duero.

## Onderverdeling
De bergketen wordt onderverdeeld in enkele kleinere ketens (sierras). De twee grootste en hoogste hiervan zijn de:
- Sierra de Guadarrama, die zo ongeveer op de grens ligt van de autonome regio's Madrid en Castilië en León. De hoogste bergtop hier is de Peñalara, met een hoogte van 2428 meter.
- Sierra de Gredos, in het uiterste zuiden van Castilië en León, tot in Extremadura. De hoogste bergtop hier is de Pico Almanzor, met een hoogte van 2592 meter.

Andere ketens van het Castiliaans Scheidingsgebergte zijn de Sierra de Francia, Sierra de Ayllón, de Sierra de Ávila, de Sierra de la Paramera, de Sierra de Candelario, de Sierra de Gata en de Serra da Estrela in Portugal. De plaatselijke bewoners gebruiken in het algemeen de namen van deze kleinere ketens.